# Red Fang
Red Fang es una banda de stoner rock formada en el año 2005 en la ciudad de Portland, Oregón.
El grupo ha grabado cinco álbumes: Red Fang (2009), Murder the Mountains (2011), Whales and Leeches (2013), Only Ghosts (2016) y Arrows (2021). Además, editaron EPs y sencillos.

## Historia
Fundada en 2005 en Portland, Oregón, Red Fang editó sus primeros EP con el sello Wantage USA Records. En 2009, publlican su primer LP, de título homónimo, con Sargent Records/Wantage USA, en el que recopilan sus dos primeros EP, logrando llamar la atención de la industria. En 2011, firman con el sello Relapse Records, con el que lanzan su segundo LP Murder The Mountains. Ese mismo año, forman parte del Metalliance Tour con bandas como Crowbar y Helmet, y serán la banda apertura del escenario Jäggermeister en el Mayhem Festival de ese año compartiendo escenario con Megadeth, Godsmack o Disturbed. A finales de 2011, acompañarán a Mastodon en su gira en Estados Unidos y Europa junto a Dillinger Escape Plan.
En 2012 también, Red Fang ha empezado un tour de Europa con Black Tusk, en distintos países como Rusia, Grecia y Ucrania.
En febrero 2013, Red Fang ha tocado en el Australian Soundwave Festival con otros grupos de stoner rock como Kyuss y Orange Goblin.
En 2013, Red Fang lanza su tercer disco de estudio, titulado Whales and Leeches.
En 2016 Red Fang lanza su cuarto disco de estudio, Only Ghosts

## Integrantes

### Formación Actual
- Bryan Giles - vocalista, guitarra
- Aaron Beam - vocalista, bajo
- David Sullivan - guitarra líder
- John Sherman - batería

## Discografía

### Álbumes de estudio
- Red Fang (Sargent House, 2008)
- Murder the Mountains (Relapse Records, 2011) #25 US Top Heatseekers
- Whales and Leeches (Relapse Records, 2013) #66 US Billboard 200
- Only Ghosts (Relapse Records, 2016) #143 US Billboard 200[1]
- Arrows (2021)

### Álbumes Recopilatorios
- ''Deep Cuts  (2025)

## Sencillos
- Prehistoric Dog (Sargent House, 2009)
- Witness (auto-edición, 2009)
- Wires (Relapse Records, 2011)
- Crows in Swine (Relapse Records, 2012)
- Blood Like Cream (Relapse Records, 2013)
- No Hope (Relapse Records, 2013)
- Only Fools Rush In/Why? (Volcom Entertainment, 2015)

## Videografía
El grupo ha realizado videoclips para desarrollar aún más su fama gracias a una forma cómica.
- Prehistoric Dog (2010)
- Wires (2011) con Brian Posehn
- Hank Is Dead (2012)
- Dirt Wizard (2012)
- Blood Like Cream (2013) con Fred Armisen
- The Meadows (2014)
- Crows in Swine (2014)
- Shadows (2016)
- Cut It Short (2017)

También tiene un cameo en la canción “Miserable Failure” de Iron Reagan de 2014.